# イラン・アラウージョ・ダッリーニャ
イラン (Ilan) こと、イラン・アラウージョ・ダッリーニャ（Ilan Araújo Dall'Igna, 1980年9月18日 - ）は、ブラジル・パラナ州クリチバ出身で元同国代表の元サッカー選手。ポジションはフォワード。

## 経歴

### クラブ
1999年、パラナ・クルーベでキャリアをスタート。2000年にサンパウロFCへと移籍するものの出場機会が限られたため、アトレチコ・パラナエンセと移籍。2002年は深刻な怪我によりシーズンを棒に振ったものの、2003年は30試合16得点を記録した。
2004年、300万ユーロでフランスのFCソショーへと移籍。ソショーでの最初のシーズンとなった2004-05シーズン、リーグ得点ランキング4位タイの13得点を挙げる。翌2005-06シーズンも得点ランキング8位タイの10得点を挙げ、ソショーのエースとして活躍した。
2006年7月25日、ASサンテティエンヌへ移籍。3年半の在籍でリーグ107試合に出場し、2008-09シーズンのUEFAカップでは、6試合5得点の活躍でチームをベスト16に導いた。しかしながら、リーグ戦では残留争いに巻き込まれるなどチームは弱体化。翌2009-10シーズンにはリーグでの出場機会が減少し、年明けに契約を解消。2010年2月1日にイングランドウェストハム・ユナイテッドFCと半年間の契約を結んだが大きなインパクトを残せず、シーズン終了後に退団した。
その後、母国に帰りSCインテルナシオナルと契約。しかし4試合出場しただけで退団し、残りのシーズンを無所属で過ごした。
2011年7月28日、ACアジャクシオと契約。主にトップ下で起用され、26試合で6ゴールの成績を残した。2012年7月12日、アジャクシオのライバルで同じコルシカ島にあるSCバスティアに移籍し、周囲を驚かせた。

### ブラジル代表
2003年、代表未経験ながらコンフェデレーションズカップ2003のメンバーに選ばれ、グループリーグ初戦のカメルーン戦の66分にアドリアーノとの交代でピッチに立ち、代表デビューを果たした。続くアメリカ戦にも途中交代で出場し、グループリーグ最終戦のトルコ戦では先発出場を果たした。しかしチームはグループリーグで敗退。それ以降、代表に呼ばれなかった。

## 代表歴
- 2003年 ブラジル代表
  - 2003年6月19日 - A代表初出場 (コンフェデレーションズカップ2003) - カメルーン戦 (サン＝ドニ・スタッド・ド・フランス)
  - 2003年 - コンフェデレーションズカップ (グループリーグ敗退)